# Mark Birighitti
Mark Romano Birighitti (Perth, Ausztrália, 1991. április 17. –) ausztrál labdarúgó, a Dundee United játékosa.

## Pályafutása

### Kezdeti évek
Birighitti az AIS-ben kezdte felnőtt pályafutását, mielőtt 2008-ban az Adelaide Unitedhez igazolt volna. 2008. október 17-én, a Queensland Roar ellen mutatkozott be, 1-0-s győzelemhez segítve csapatát. A mérkőzés után a csapat menedzsere, Aurelia Vidmar is megdicsérte. Később a Perth Glory ellen ismét lehetőséget kapott, miután az első számú kapus, Eugene Galeković megsérült egy Bunyodkor PFK elleni találkozón, az AFC-bajnokok ligájában. Bár ezúttal gólt kapott, végül komoly szerepe volt abban, hogy az Adelaide 2-1-re győzött. Birighitti az AFC-bajnokok ligája 2008-as döntőjén is védhetett, a Gamba Oszaka ellen, klubja végül 2-0-s vereséget szenvedett. December 17-én megsérült a bokája egy edzésen, ami miatt a szezon hátralévő részében nem játszhatott.

### Newcastle Jets
2012. január 17-én kétéves szerződést kötött a Newcastle Jetsszel. Hamar első számú kapus lett, kiszorítva Ben Kennedyt és Jack Duncant a csapatból. 2013-ban a 2015-16-os szezon végéig meghosszabbította a szerződését. 2014. március 24-én Németországba utazott, hogy a Bayer Leverkusennel tárgyaljon egy lehetséges átigazolásról, de végül nem jött létre az üzlet. 2015. január 27-én hat hónapra kölcsönvette az olasz Varese. Április 25-én, a Vicenza ellen játszotta egyetlen bajnokiját a csapatban.
2015 októberében olyan keményen ütközött a Sydney FC játékosával, Shane Smeltz-cel, hogy több foga is kitört és meg kellett operálni az arcát. Heteken belül visszatért a pályára, mindössze egy bajnokit kihagyva.

### Swansea City
2016. július 18-án a Swansea Cityhez igazolt, ahol két évre írt alá.

### A válogatottban
Birighitti 2013. július 30-án mutatkozott be az ausztrál válogatottban, egy Kína elleni mérkőzésen.

## Külső hivatkozások
- Mark Birighitti pályafutásának statisztikái a Soccerbase oldalon (angolul)